# ウインバリアシオン
ウインバリアシオン（欧字名:Win Variation、2008年4月10日 - ）は、日本の競走馬、種牡馬。主な勝ち鞍に2011年の青葉賞、2014年の日経賞。
馬名は、冠名＋「バレエのソリストによる踊り」を意味する「ヴァリアシオン」。

## 経歴

### 2歳時（2010年）
8月1日の小倉の芝1800mの新馬戦でデビュー。直線抜け出して2着に3馬身差をつけ1番人気に応え、デビュー戦を飾る。続く阪神の野路菊ステークスも2着に2.1/2馬身差をつけて優勝した。しかし年末のラジオNIKKEI杯2歳ステークスは最後の直線で伸びを欠き4着に敗れる。

### 3歳時（2011年）
初戦のきさらぎ賞は前走同様に直線での伸びを欠いて4着。続く皐月賞トライアルの弥生賞も7着となり、目標をダービーに変えた。そして青葉賞は追い込みが決まり、重賞初制覇を飾り、ダービーへの優先出走権を獲得した。続く日本ダービーは10番人気と、トライアル優勝馬としては異例の人気薄だった。レースは最後の直線で一度は先頭に立つもオルフェーヴルの強襲に遭って惜しくも2着に敗れたものの、3着のベルシャザールには7馬身の着差をつけた。秋は神戸新聞杯から始動、中団から3-4コーナーで好位の外めまで進出したがオルフェーヴルの2着。そして菊花賞は後方からの競馬で直線での末脚勝負にかけたもののまたしてもオルフェーヴルに2馬身1/2の差をつけられて2着に敗れた。続く初の古馬勢との対戦となったジャパンカップは後方待機から3コーナーで一気に2番手まで押し上げ4コーナーで一度は先頭に立つも直線で伸びを欠き5着に敗れる。

### 4歳時（2012年）
初戦の京都記念は最後方からレースを進めるも直線で伸びを欠き6着。日経賞では最後方追走から追い上げるも逃げるネコパンチを捕らえきれず2着に敗れた。天皇賞（春）では中団に位置し、最後の直線で脚を伸ばすがビートブラックの3着。このレースはオルフェーヴル(11着)に唯一先着したレースであった。続く宝塚記念では前走同様に中団からのレースだったが、思いのほか伸びを欠き4着。その後左前浅屈腱炎を発症し、長期休養に入った。

### 5歳時（2013年）
1年半近い長期休養を経て、復帰戦として2013年11月30日の金鯱賞に出走し、久々のレースにもかかわらずカレンミロティックの3着に入って力のあるところを示した。12月22日の第58回有馬記念に出走、懸命な走りを見せたが、3歳時の好敵手だったオルフェーヴルに8馬身差をつけられて2着となった。

### 6歳時（2014年）
初戦の日経賞では岩田康誠が騎乗し、2011年の青葉賞以来1064日ぶりに勝利した。そして天皇賞（春）では、当初騎乗予定であった岩田が騎乗停止のためにアンドレアシュ・シュタルケに乗り替わりとなるはずだったが、シュタルケが当日の第5Rで落馬負傷したために武幸四郎が急遽騎乗することとなった。レースでは直線良く追い込むも先に抜け出したフェノーメノを捕らえきれず、GIでは4度目の2着に惜敗した。宝塚記念7着後、左前脚の屈腱炎を再発した。復帰戦の金鯱賞は15着、続く有馬記念は12着と敗れた。

### 7歳時（2015年）
初戦は日経賞に出走。鞍上は弥生賞以来となる福永祐一が務めることとなった。直線で内側から伸びるも1馬身3/4差の2着となった。5月3日の天皇賞（春）に出走。中団から手応え良く直線を向いたが、直線半ばで失速。惰性で12着入線し直後に騎手の福永祐一が下馬。検査の結果、左前浅屈腱不全断裂による競走能力喪失と診断された。
6戦で鞍上を務めた安藤勝己元騎手によると、すでに3歳の頃から歩様がおかしかったとのこと。

### 引退後
引退後は種牡馬となる予定とJRAからは発表されたが、ウインの公式サイトではノーザンファームしがらきで乗馬となるとされるなど状況は二転三転した。最終的には北海道・韓国・オーストラリアのスタリオンとの交渉を制した青森県十和田市のスプリングファームの所有馬となり、同東北町の荒谷牧場に繋養された。青森への到着直後は引退の原因となった屈腱不全断裂に悩まされたものの、半年に渡り様々な治療を試みたことが奏功し、2016年に無事種牡馬入りを果たした。
種牡馬入り初年度の2016年は35頭の牝馬に種付けを行い、2017年2月20日深夜に初仔が誕生した。
2020年3月7日中京3Rでドスハーツが勝利し、産駒の初勝利を挙げた。翌2021年にはバリコノユメがチューリップ賞に出走し、産駒初重賞出走を果たした（12頭立て10番人気11着）。

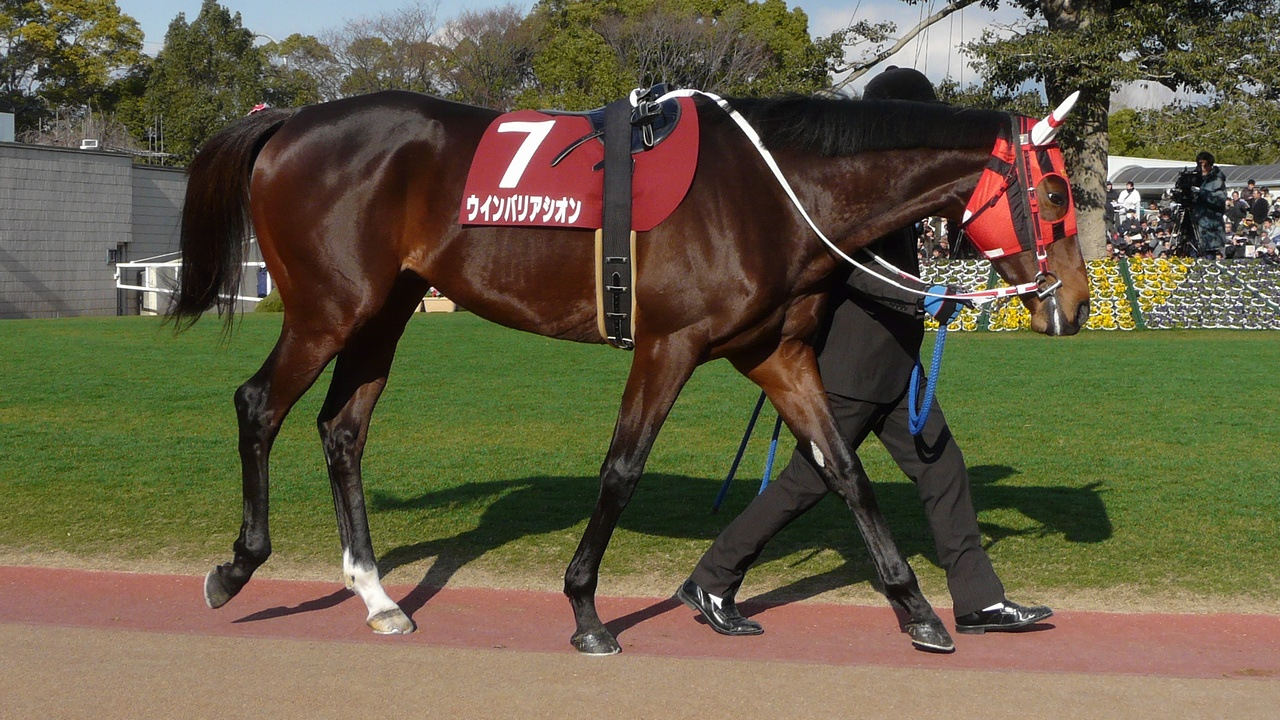
2012年京都記念
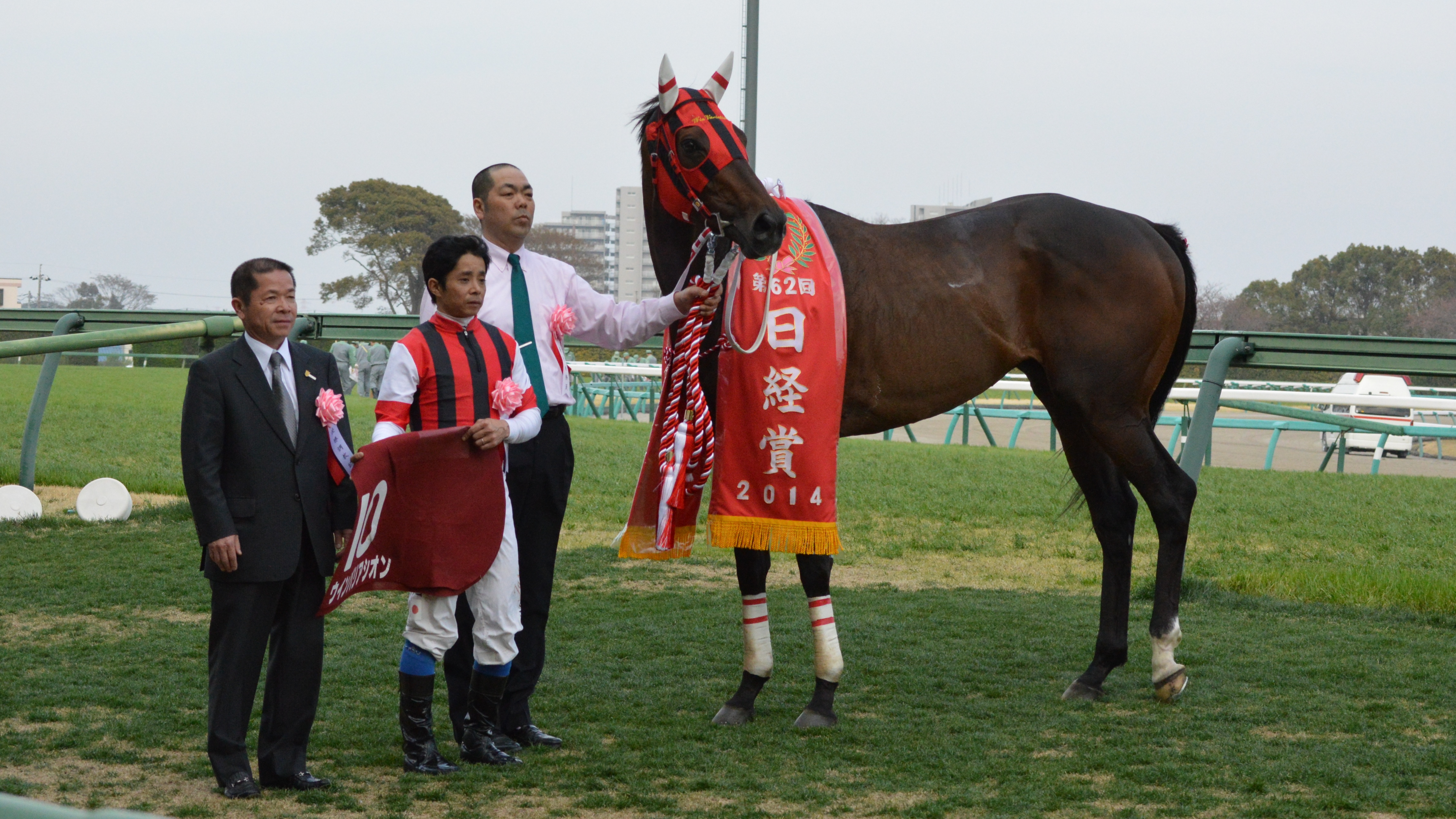
日経賞

## 競走成績
| 年月日     | 競馬場 | 競走名             | 格   | 頭数 | オッズ （人気） | オッズ （人気） | 着順 | 騎手     | 斤量 [kg] | 距離（馬場）  | タイム （上り3F） | タイム 差 | 勝ち馬/（2着馬）       |
| ---------- | ------ | ------------------ | ---- | ---- | --------------- | --------------- | ---- | -------- | --------- | ------------- | ----------------- | --------- | ---------------------- |
| 2010.08.01 | 小倉   | 2歳新馬            |      | 16   | 03.5            | 0（1人）        | 01着 | 福永祐一 | 54        | 芝1800m（良） | 1:49.3 (34.4)     | -0.5      | （タガノエベンヌ）     |
| 0000.09.19 | 阪神   | 野路菊S            | OP   | 8    | 02.8            | 0（2人）        | 01着 | 福永祐一 | 54        | 芝1800m（良） | 1:47.7 (33.9)     | -0.4      | （メイショウナルト）   |
| 0000.12.25 | 阪神   | ラジオNIKKEI杯2歳S | GIII | 15   | 04.9            | 0（3人）        | 04着 | 福永祐一 | 55        | 芝2000m（良） | 2:02.3 (35.5)     | -0.1      | ダノンバラード         |
| 2011.02.06 | 京都   | きさらぎ賞         | GIII | 12   | 02.8            | 0（1人）        | 04着 | 福永祐一 | 56        | 芝1800m（良） | 1:48.0 (33.6)     | -0.4      | トーセンラー           |
| 0000.03.06 | 中山   | 弥生賞             | GII  | 11   | 13.3            | 0（6人）        | 07着 | 福永祐一 | 56        | 芝2000m（良） | 2:01.3 (34.3)     | -0.3      | サダムパテック         |
| 0000.04.30 | 東京   | 青葉賞             | GII  | 18   | 14.5            | 0（6人）        | 01着 | 安藤勝己 | 56        | 芝2400m（良） | 2:28.8 (33.6)     | -0.1      | （ショウナンパルフェ） |
| 0000.05.29 | 東京   | 東京優駿           | GI   | 18   | 24.4            | （10人）        | 02着 | 安藤勝己 | 57        | 芝2400m（不） | 2:30.8 (34.7)     | -0.3      | オルフェーヴル         |
| 0000.09.25 | 阪神   | 神戸新聞杯         | GII  | 11   | 04.5            | 0（2人）        | 02着 | 安藤勝己 | 56        | 芝2400m（良） | 2:28.7 (33.2)     | -0.4      | オルフェーヴル         |
| 0000.10.23 | 京都   | 菊花賞             | GI   | 18   | 07.8            | 0（2人）        | 02着 | 安藤勝己 | 57        | 芝3000m（良） | 3:03.2 (34.3)     | -0.4      | オルフェーヴル         |
| 0000.11.27 | 東京   | ジャパンC          | GI   | 16   | 14.7            | 0（7人）        | 05着 | 安藤勝己 | 55        | 芝2400m（良） | 2:24.7 (35.0)     | -0.5      | ブエナビスタ           |
| 2012.02.12 | 京都   | 京都記念           | GII  | 9    | 03.5            | 0（2人）        | 06着 | 安藤勝己 | 56        | 芝2200m（良） | 2:13.4 (33.2)     | -1.0      | トレイルブレイザー     |
| 0000.03.24 | 中山   | 日経賞             | GII  | 14   | 06.3            | 0（2人）        | 02着 | 武豊     | 56        | 芝2500m（重） | 2:38.0 (35.7)     | -0.6      | ネコパンチ             |
| 0000.04.29 | 京都   | 天皇賞（春）       | GI   | 18   | 09.8            | 0（2人）        | 03着 | 武豊     | 58        | 芝3200m（良） | 3:14.8 (33.5)     | -1.0      | ビートブラック         |
| 0000.06.24 | 阪神   | 宝塚記念           | GI   | 16   | 07.9            | 0（3人）        | 04着 | 岩田康誠 | 58        | 芝2200m（良） | 2:11.7 (35.8)     | -0.8      | オルフェーヴル         |
| 2013.11.30 | 中京   | 金鯱賞             | GII  | 14   | 11.0            | 0（8人）        | 03着 | 藤岡康太 | 56        | 芝2000m（良） | 2:00.1 (34.6)     | -0.5      | カレンミロティック     |
| 0000.12.22 | 中山   | 有馬記念           | GI   | 16   | 16.1            | 0（4人）        | 02着 | 岩田康誠 | 57        | 芝2500m（良） | 2:33.6 (37.3)     | -1.3      | オルフェーヴル         |
| 2014.03.29 | 中山   | 日経賞             | GII  | 15   | 02.0            | 0（1人）        | 01着 | 岩田康誠 | 56        | 芝2500m（良） | 2:34.4 (33.9)     | -0.3      | （ホッコーブレーヴ）   |
| 0000.05.04 | 京都   | 天皇賞（春）       | GI   | 18   | 06.5            | 0（3人）        | 02着 | 武幸四郎 | 58        | 芝3200m（良） | 3:15.1 (34.1)     | -0.0      | フェノーメノ           |
| 0000.06.29 | 阪神   | 宝塚記念           | GI   | 12   | 03.0            | 0（2人）        | 07着 | 岩田康誠 | 58        | 芝2200m（良） | 2:14.8 (35.6)     | -0.9      | ゴールドシップ         |
| 0000.12.06 | 中京   | 金鯱賞             | GII  | 17   | 05.4            | 0（3人）        | 15着 | 藤岡康太 | 57        | 芝2000m（良） | 2:00.9 (36.1)     | -2.1      | ラストインパクト       |
| 0000.12.28 | 中山   | 有馬記念           | GI   | 16   | 34.9            | （10人）        | 12着 | 藤岡康太 | 57        | 芝2500m（良） | 2:35.9 (34.1)     | -0.6      | ジェンティルドンナ     |
| 2015.03.28 | 中山   | 日経賞             | GII  | 12   | 07.3            | 0（5人）        | 02着 | 福永祐一 | 57        | 芝2500m（良） | 2:30.5 (34.7)     | -0.3      | アドマイヤデウス       |
| 0000.05.03 | 京都   | 天皇賞（春）       | GI   | 17   | 15.8            | 0（6人）        | 12着 | 福永祐一 | 58        | 芝3200m（良） | 3:15.8 (35.6)     | -1.1      | ゴールドシップ         |

## 血統表
| ウインバリアシオンの血統（サンデーサイレンス系 / Northern Dancer 18.75% 5x3x5、Almahmoud 6.25% 5x5） | ウインバリアシオンの血統（サンデーサイレンス系 / Northern Dancer 18.75% 5x3x5、Almahmoud 6.25% 5x5） | ウインバリアシオンの血統（サンデーサイレンス系 / Northern Dancer 18.75% 5x3x5、Almahmoud 6.25% 5x5） | （血統表の出典）       | （血統表の出典） |
| 父 ハーツクライ 2001 鹿毛                                                                            | 父の父*サンデーサイレンス Sunday Silence 1986 青鹿毛                                                 | Halo                                                                                                 | Hail to Reason         | Hail to Reason   |
| 父 ハーツクライ 2001 鹿毛                                                                            | 父の父*サンデーサイレンス Sunday Silence 1986 青鹿毛                                                 | Halo                                                                                                 | Cosmah                 |                  |
| 父 ハーツクライ 2001 鹿毛                                                                            | 父の父*サンデーサイレンス Sunday Silence 1986 青鹿毛                                                 | Wishing Well                                                                                         | Understanding          | Understanding    |
| 父 ハーツクライ 2001 鹿毛                                                                            | 父の父*サンデーサイレンス Sunday Silence 1986 青鹿毛                                                 | Wishing Well                                                                                         | Mountain Flower        |                  |
| 父 ハーツクライ 2001 鹿毛                                                                            | 父の母アイリッシュダンス 1990 鹿毛                                                                   | *トニービン                                                                                          | *カンパラ              | *カンパラ        |
| 父 ハーツクライ 2001 鹿毛                                                                            | 父の母アイリッシュダンス 1990 鹿毛                                                                   | *トニービン                                                                                          | Severn Bridge          |                  |
| 父 ハーツクライ 2001 鹿毛                                                                            | 父の母アイリッシュダンス 1990 鹿毛                                                                   | *ビューパーダンス                                                                                    | Lyphard                | Lyphard          |
| 父 ハーツクライ 2001 鹿毛                                                                            | 父の母アイリッシュダンス 1990 鹿毛                                                                   | *ビューパーダンス                                                                                    | My Bupers              |                  |
| 母 * スーパーバレリーナ 1994 鹿毛                                                                    | 母の父Storm Bird 1978 鹿毛                                                                           | Northern Dancer                                                                                      | Nearctic               | Nearctic         |
| 母 * スーパーバレリーナ 1994 鹿毛                                                                    | 母の父Storm Bird 1978 鹿毛                                                                           | Northern Dancer                                                                                      | Natalma                |                  |
| 母 * スーパーバレリーナ 1994 鹿毛                                                                    | 母の父Storm Bird 1978 鹿毛                                                                           | South Ocean                                                                                          | New Providence         | New Providence   |
| 母 * スーパーバレリーナ 1994 鹿毛                                                                    | 母の父Storm Bird 1978 鹿毛                                                                           | South Ocean                                                                                          | Shining Sun            |                  |
| 母 * スーパーバレリーナ 1994 鹿毛                                                                    | 母の母*カウントオンアチェンジ 1987 栗毛                                                              | Time for a Change                                                                                    | Damascus               | Damascus         |
| 母 * スーパーバレリーナ 1994 鹿毛                                                                    | 母の母*カウントオンアチェンジ 1987 栗毛                                                              | Time for a Change                                                                                    | Resolver               |                  |
| 母 * スーパーバレリーナ 1994 鹿毛                                                                    | 母の母*カウントオンアチェンジ 1987 栗毛                                                              | Count On Kathy                                                                                       | Dancing Count          | Dancing Count    |
| 母 * スーパーバレリーナ 1994 鹿毛                                                                    | 母の母*カウントオンアチェンジ 1987 栗毛                                                              | Count On Kathy                                                                                       | War Exchange F-No.19-C |                  |

- 近親に東京新聞杯・関屋記念・京王杯スプリングカップ勝ちのレッドスパーダ、1997年米2歳女王カウンテスダイアナや、2007年、2008年米年度代表馬に輝いたカーリンがいる。

## 逸話
- 菊花賞の後、竹邑行生厩務員は、周囲から「オルフェーヴルと同世代でなければ」と声をかけられることも多くあったと言うが、それを否定して「悔しいけれど、あの馬がいるからこそまたがんばろうという気持ちになる。いつかまた一緒に戦って、負かしたい」と発言している[29]。
- 中山義一調教助手は、2012年の天皇賞（春）の直前インタビューにて「正直なところ、競馬界にとってオルフェーヴルは負けてはいけない馬だと思っていますが、ウインバリアシオンの厩舎スタッフとしては、もし負かせるならこんなに嬉しいことはありません。前走のオルフェーヴルように強い馬が負ける場合は、負ける要素を含んだレースになってしまいがちですが、私としてはそう言った要素がなく、五分でレースをして勝ち負けして欲しいという願望はあります。またウインバリアシオンはそれぐらいの能力を秘めている馬だと手応えを感じています。」と語っている[30]。
- 中山は、2013年の有馬記念の後のインタビューで「オルフェが居てくれての競馬でよかったなあ、と僕らは思うんです。勝てなかったけど、届かなかったけど、もしオルフェが居ない中で勝ったところで、何か拍子抜けというか、納得がいかなかったかもしれないです。最後に対決できてよかった。」と語っている[31]。